# 괴산 공림사 동종
괴산 공림사 동종(槐山 空林寺 銅鐘)은 충청북도 괴산군 청천면 공림사에 있는 조선 영조 때 만들어진 동종이다. 2019년 7월 5일 충청북도의 유형문화재 제379호로 지정되었다.

## 지정 사유
공림사(空林寺)는 낙영산(落影山) 아래 자리잡고 있는 사찰로 조선전기에는 자은종(慈恩宗) 소속의 자복사찰(資福寺刹)이었다. 한국전쟁 당시 대부분의 건물들이 소실되어 1980년대 이후 새롭게 중건되었다.
공림사 동종은 1776년에 만든 것으로 불전 안에서 이루어진 법회에 사용되었다. 전체적인 형태, 옴()자가 있는 범자문과 간략한 천부상(天部像)이 조각되어 있는 점 등 18세기 범종 양식의 특징을 보인다.

## 참고 문헌
- 괴산 공림사 동종 - 국가유산청 국가유산포털